# Norrköpings Hedvigs församling

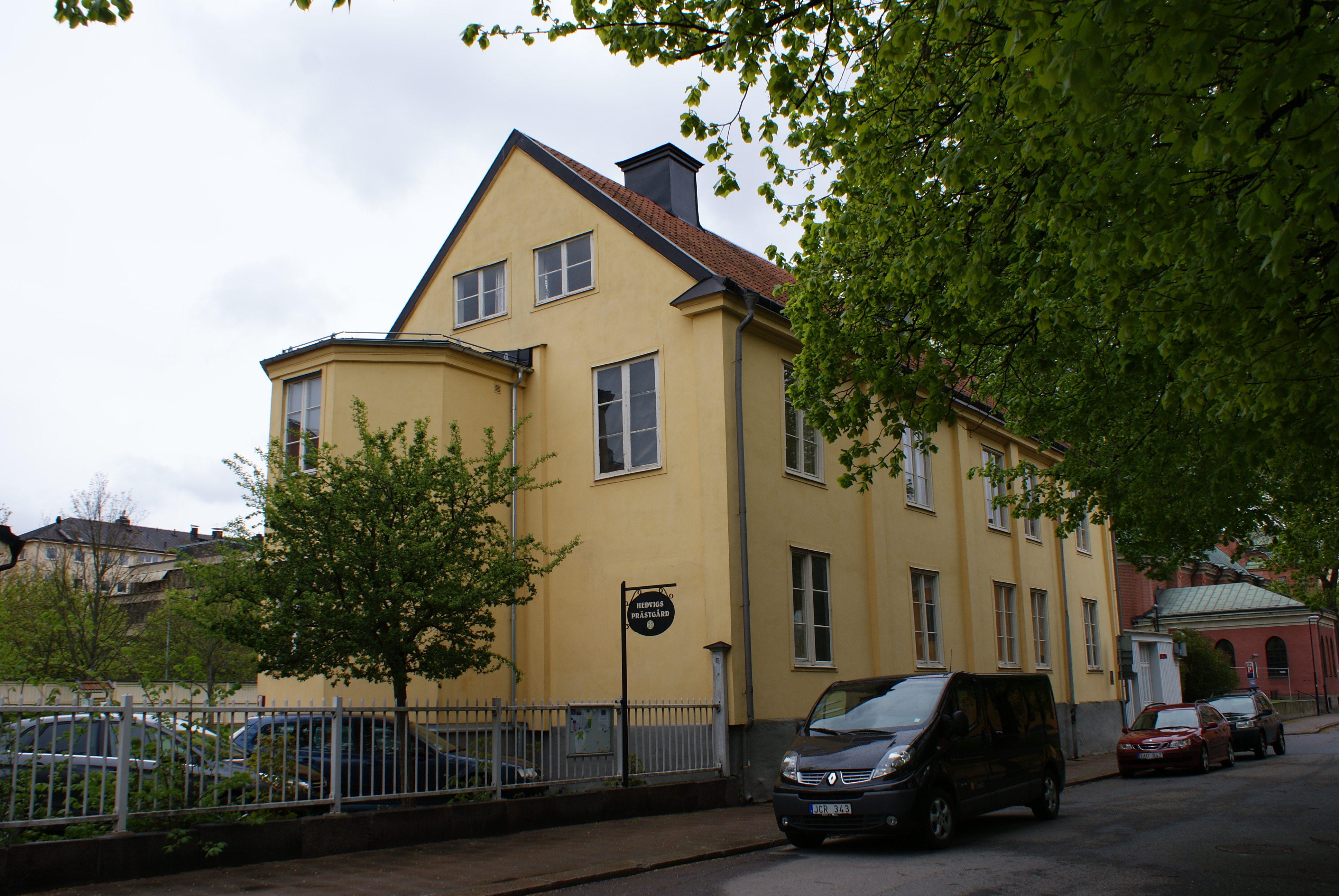
Hedvigs prästgård

Norrköpings Hedvigs församling var en församling i Linköpings stift inom Svenska kyrkan i Norrköpings kommun. Församlingen uppgick 1 januari 2010 i Norrköpings S:t Olofs församling.
Församlingen omfattade nordvästra Norrköping och Lindö.
Inom församlingen fanns 2006 13 268 invånare.

## Administrativ historik
Församlingen bildades som en icke-territoriell församling genom utbrytning 15 november 1613 ur Sankt Olofs församling med namnet Tyska församlingen. Från kyrkans invigning 1 november 1673 började benämningen Hedvigs församling även användas, som sedan 18 februari 1864 blev det officiella namnet. Nuvarande namn antogs 1 maj 1885. Församlingen blev territoriell genom uppdelning av Sankt Olofs församling 1885.
Församlingen kom att till 2010 utgöra ett eget pastorat. Församlingen uppgick 2010 i Norrköpings S:t Olofs församling.
Församlingskod var 058102.

## Kyrkor
- Hedvigs kyrka
- Lindö kapell

## Kyrkoherdar
Från 12 juni 1776 hade församlingen både en tysk och svensk kyrkoherde.

### Tyska kyrkoherdar
Tjänsten som tysk kyrkoherde drogs in 1808.
| Ämbetstid | Namn                       | Levnadstid | Övrigt                                   |
| --------- | -------------------------- | ---------- | ---------------------------------------- |
| 1632–1641 | Christianus Tarter         | -1641      |                                          |
| 1643      | Matthias Greiger           |            |                                          |
| 1657–1670 | Andreas Adam Hammarhelff   | 1625–1670  |                                          |
| 1670–1712 | Johannes Andreœ Köhler     | 1641–1712  |                                          |
| 1713–1735 | Reinerus Reineri Broocman  | 1677–1738  |                                          |
| 1735–1764 | Johan Samuel Eckstein      | 1700–1764  |                                          |
| 1765–1780 | Michael Wilhelm Peetschius | 1724–1780  |                                          |
| 1781–1800 | Johan Lutteman             | 1749–1828  | Senare kyrkoherde i S:t Olai församling. |
| 1802–1807 | Johan Anton August Lüdeke  | 1772–1838  |                                          |

### Tyska kompastorer
Den tyska kompastortjänsten indrogs 1764.
| Ämbetstid | Namn                                                              | Levnadstid | Övrigt                                             |
| --------- | ----------------------------------------------------------------- | ---------- | -------------------------------------------------- |
| 1665-1668 | Alexander Jungius                                                 |            |                                                    |
| 1669-1671 | Balthasar Parman                                                  |            |                                                    |
| 1672-1691 | Johannes Jacobi Herrbort                                          | -1691      |                                                    |
| 1691-1715 | Christophorus Henricus Schroderus (Christopher Heinrich Schröder) | -1717      | Sade upp sig 1715.                                 |
| 1715-1727 | Heinrich Joachim Huut                                             |            | Senare kyrkoherde i Rakau församling, Pommern.     |
| 1727-1734 | Samuel Georg Murschwig                                            | 1691-1734  |                                                    |
| 1735–1746 | Henric Jacob Sivers                                               | 1709–1758  | Senare kyrkoherde i Tryserums församling.          |
| 1747-1753 | Johan Heinrich Müller                                             | 1720-1781  | Senare kyrkoherde i Tyska församlingen i Göteborg. |
| 1753-1764 | Hermann Münther                                                   |            | Han sade upp sig från tjänsten 1764.               |

### Lärare
Lärare vid Tyska skolan i Norrköping. När församlingen bildades, grundades också en tysk skola.
| Ämbetstid | Namn                             | Levnadstid | Övrigt                                    |
| --------- | -------------------------------- | ---------- | ----------------------------------------- |
| 1632-1641 | Christianus Tartorius            | -1641      |                                           |
| 1664-1672 | Johannes Herrbort                | -1691      |                                           |
|           | Georg Barenius                   | 1644-1710  |                                           |
|           | Christian Sparschuch             |            |                                           |
| 1787-1801 | Friedrich Daniel Diedrich Ulrich | 1752-1812  | Senare bokhandlare i Stockholm.           |
|           | Carl Peter Wiebe                 | 1751-1827  |                                           |
| 1806-1817 | Joachim Fredrich Engelbrecht     | 1779-1828  | Senare kyrkoherde i Övergrans församling. |

### Svenska kyrkoherdar
1775 beslutades att det även skulle finnas en svensk kyrkoherde i församlingen.
| Ämbetstid | Namn                    | Levnadstid | Övrigt                                      |
| --------- | ----------------------- | ---------- | ------------------------------------------- |
| 1775–1787 | Anders Ekmarck          | 1741–      | Senare kyrkoherde i Ekeby församling.       |
| 1788–1798 | Jon Wåhlander           | 1743–1809  | Senare kyrkoherde i Tåby församling.        |
| 1799–1806 | Johan Åström            | 1767–1844  | Senare kyrkoherde i Simtuna församling.     |
| 1807–1811 | Jacob Östberg           | 1775–1857  | Senare kyrkoherde i Mogata församling.      |
| 1813      | Anders Ludvig Selander  | 1783-1856  | Tillträdde aldrig tjänsten.                 |
| 1814–1820 | Johan Andersson         | 1774–1831  | Senare kyrkoherde i Kuddby församling.      |
| 1821–1826 | Lars Gustaf Könsberg    | 1786–1854  | Senare kyrkoherde i Nykils församling.      |
| 1828–1834 | Pehr Erik Rudebeck      | 1796–1862  | Senare kyrkoherde i Stora Åby församling.   |
| 1834–1851 | Jon Wåhlander           | 1801–1863  | Senare kyrkoherde i Östra Husby församling. |
| 1851–1878 | Johan August Grevillius | 1816-1878  | Kyrkoherde och kontraktsprost.              |
| 1878–1920 | Johan Fogelqvist        | 1843-1926  | Kyrkoherde och kontraktsprost.              |
| 1920–1926 | Gottfrid Eklund         | 1865–1926  |                                             |
| 1926–1941 | Fredrik Sjöberg         | 1884–1941  | Kyrkoherde och kontraktsprost.              |
| 1942–1955 | Knut Herman Ericson     | 1893–1960  |                                             |
| 1981–1984 | Tord Wetterqvist        | 1930–      | [ 6 ]                                       |

### Komministrar
Komministertjänsten inrättades 1 november 1874.
| Ämbetstid | Namn               | Levnadstid | Övrigt                                     |
| --------- | ------------------ | ---------- | ------------------------------------------ |
| 1874      | Olaus Laveson      |            | Senare kyrkoherde i Styrestads församling. |
| 1883–1891 | Fredrik Hammarsten | 1846–1922  | Senare kyrkoherde i Örtomta församling.    |
| 1892-1903 | Gustaf Gustafson   | 1852–1936  | Senare kyrkoherde i Gryts församling.      |
| 1904-     | Gottfrid Eklund    | 1865-      |                                            |

## Organister
| Verksam   | Namn                  | Levnadstid | Övrigt                      |
| --------- | --------------------- | ---------- | --------------------------- |
| 1690      | Petter Lübeck         |            | Organist                    |
| 1709-1712 | Erik Sparrschuh       | -1714      | Organist                    |
| 1717      | Samuel Georgii Prytz  |            | Ställföreträdande organist. |
| 1798–1802 | N. Mutreich           |            |                             |
| 1811–1818 | Jacob Bernhard Struve | 1767–1826  | Organist                    |
| 1811–1816 | Adolph Berggren       | 1784–      | Vice organist och kantor    |
| 1819–1822 | Anders Lindvall       | 1779–      | Organist och kantor         |
| 1822–1866 | Jakob Mellgren        | 1793–1866  | Organist och kantor         |
|           | Knut Dahlström        |            |                             |
| 1939–1959 | Jan Pontén            | 1913–1991  |                             |
| 1961–1964 | Bengt Berg            | 1935–2008  | Organist.                   |
| 1966–2002 | Hans Zimmergren       |            |                             |
| 2002–     | Ulf Tellin            |            |                             |